# Chinthakarrapalem
Chinthakarrapalem is een dorp in Y. Ramavaram Mandal, district Oost-Godavari in de staat Andhra Pradesh in India . 

## Demografie
Bij de Volkstelling van 2011 had dit dorp een inwoneraantal van 411, waarvan 199 mannen en 212 vrouwen. 14% van de inwoners was een kind onder de 6 jaar oud. De alfabetiseringsgraad van het dorp is 41%.